# Jean Baudet
Pour les articles homonymes, voir Baudet.
Ne doit pas être confondu avec Jean-Claude Baudet.
 (mars 2012).
Si vous disposez d'ouvrages ou d'articles de référence ou si vous connaissez des sites web de qualité traitant du thème abordé ici, merci de compléter l'article en donnant les références utiles à sa vérifiabilité et en les liant à la section « Notes et références ».
Jean Baudet, né à Paris le 18 juillet 1914 et mort à Bayonne le 24 mai 1989, était un peintre français de l'École de Paris.
Jean Baudet est diplômé de l’École des arts appliqués de Paris. Après un court séjour à l’École Nationale des Beaux-Arts, il entre comme décorateur à l'Opéra et ensuite comme chef décorateur aux Ateliers de la Comédie Française[réf. nécessaire].
Sociétaire du Salon d'automne depuis 1952. Membre du Comité de la Société nationale des beaux-arts[réf. nécessaire]. Nombreux prix[Lesquels ?].
Achat du Musée National d'Art Moderne de Paris[pas clair].
Il obtient le prix Puvis de Chavannes en 1981.